# تاکاشی موکایبو
تاکاشی موکایبو (انگلیسی: Takashi Mukaibo؛ ۲۴ مارس ۱۹۱۷ – ۴ ژوئیهٔ ۲۰۰۲) یک دانشمند اهل ژاپن بود. 